# Alfred Delvau

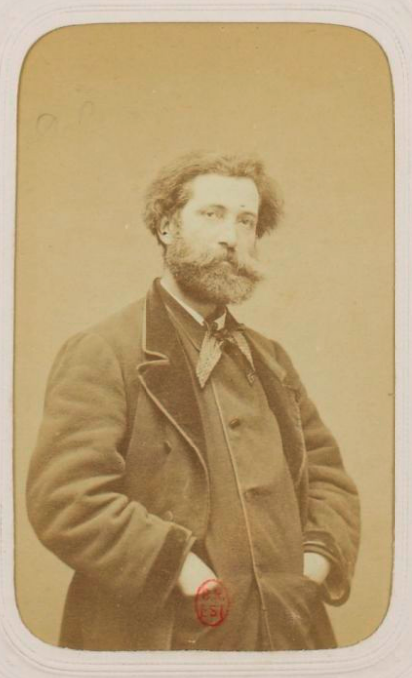
Alfred Delvau

Alfred Delvau (* 1825 in Paris; † 3. Mai 1869 ebenda) war ein französischer Schriftsteller.

## Leben
Alfred Delvau war 1848 der Sekretär des Innenministers von Frankreich Alexandre Ledru-Rollin.
Als Schriftsteller begann er 1850 mit dem einaktigen Lustspiel Le roué innocent, dem er eine Reihe verschiedenartiger Werke folgen ließ, wie: Histoire de la révolution de Février (1850), Les murailles révolutionnaires (eine Sammlung der Wahlprogramme, Anzeigen, Dekrete und anderes der letzten Republik 1851, 2 Bände), Au bord de la Bièvre (1854), Histoire de la campagne d'Italie, etc. (1859), Les Cythères parisiennes, histoire anecdotique des bals, etc. (1864) und Dictionnaire de la langue verte (1865), ein Werk, das besonderen Lärm machte, weil es zum großen Teil aus den wenige Jahre zuvor erschienenen Excentricités du langage francais von Lorédan Larchey entlehnt war.
Ferner schrieb er: Le fumier d'Ennius (1863), eine Biographie Gérards de Nerval (1865), Histoire anecdotique des barrières de Paris (1865), Les lions du jour (Bilder aus Paris 1866), Henri Murger et la Bohème (1866), Les sonneurs de sonnet, 1540–1866 (1867) und andere.
Auch gab er die Bibliothèque bleue (1859–60, 3 Bände) sowie die Collection des romans de chevalerie, mis en prose francaise moderne (1869, 4 Bände) heraus. Seine spezifisch Pariser Schriften, denen ein bleibender kulturgeschichtlicher Wert nicht abgesprochen werden kann, waren in den Originalausgaben sehr gefragt.